# Церква святого Миколая (Лапшин)
Церква святого Миколая в Лапшині — парафія і храм греко-католицької громади Бережанського деканату Тернопільсько-Зборівської архієпархії Української греко-католицької церкви в селі Лапшин Тернопільського району Тернопільської области.
Оголошена пам'яткою архітектури місцевого значення.

## Історія церкви
У другій половині XVII століття в селі Лапшин збудували дерев'яну церкву, на місці якої зараз стоїть кам'яний хрест.
У 1697 році парохом був о. Іван, який розпочав літопис села. Його продовжували місцеві священники до 1939 року, але, на жаль, він не зберігся.
Також у селі був монастир оо. Василіян, збудований на східній околиці урочища Сади.
Згідно з шематизмом 1939 року, церква Святого Миколая була зведена у 1848 році та відновлена у 1920. У храмі збереглася табличка про фундаторів — Горпину і Михайла Томашевських.
У храмі є навісні ікони, а розпис оновили сучасні художники Олег Шупляк та Ярослав Макогін.
Парафія належала до УГКЦ до 1946 року, а з 1990 року знову повернулася в її структуру.
У 2010 році парафію відвідав владика Василій Семенюк. У церкві зберігаються мощі святого Йосафата Кунцевича.
На території села є три каплички та фігури святих Анни (1874), Андрія, Івана Хрестителя (1994) і Миколая (1994).
Парафіяльну раду очолює Іван Ощіпко. У власності парафії є парафіяльний будинок (1872–1974 років будівництва) та господарські будівлі.

## Парохи
- о. Іван (1697, прізвище невідоме),
- о. Пахомій Губицький,
- о. Євтимій Громович (1831—1832)
- о. Теодор Джулинський (1836—1880)
- о. Лев Джулинський (1880—1923),
- о. Іван Романчукевич (1924—1937),
- о. Роман Мусевич (1937—1939)
- о. Михайло Гураль (1937—1944),
- о. Іван Недільський (1944—1946),
- о. Петро Половко (1990—1995),
- о. Григорій Федчишин (1995—1998),
- о. Зеновій Афінець (1998—2004),
- о. Петро Половко (2004—2007),
- о. Микола Габоряк (2007),
- о. Петро Половко (2008—2013),
- о. Василь Мізюк ( 2013-2021).
- о.Микола Вуйцік(2021- по сьогодні)